# Bärsjöskogen
Bärsjöskogen este o arie protejată (arie specială de conservare — SAC, sit de importanță comunitară — SCI) din Suedia întinsă pe o suprafață de 42,6 ha, integral pe uscat.

## Localizare
Centrul sitului Bärsjöskogen este situat la coordonatele 58°41′52″N 16°14′11″E / 58.6979°N 16.2364°E.

## Înființare
Situl Bärsjöskogen a fost declarat sit de importanță comunitară în decembrie 1995 pentru a proteja 1 specie de plante. Situl a fost protejat și ca arie specială de conservare în martie 2011.

## Biodiversitate
Situată în ecoregiunea boreală, aria protejată conține 1 habitat natural: Taiga vestică.
La baza desemnării sitului se află o specie protejată de  plante: Buxbaumia viridis.